# Сен-Сорнен (Шаранта)
Сен-Сорне́н (фр. Saint-Sornin) — коммуна во Франции, находится в регионе Пуату — Шаранта. Департамент — Шаранта. Входит в состав кантона Монброн. Округ коммуны — Ангулем.
Код INSEE коммуны — 16353.
Коммуна расположена приблизительно в 380 км к югу от Парижа, в 100 км южнее Пуатье, в 22 км к востоку от Ангулема.

## Население
Население коммуны на 2008 год составляло 819 человек.
| 1962 | 1968 | 1975 | 1982 | 1990 | 1999 | 2008 |
| ---- | ---- | ---- | ---- | ---- | ---- | ---- |
| 633  | 618  | 615  | 673  | 694  | 715  | 819  |

## Экономика
В 2007 году среди 510 человек в трудоспособном возрасте (15—64 лет) 373 были экономически активными, 137 — неактивными (показатель активности — 73,1 %, в 1999 году было 72,7 %). Из 373 активных работали 334 человека (183 мужчины и 151 женщина), безработных было 39 (18 мужчин и 21 женщина). Среди 137 неактивных 30 человек были учениками или студентами, 52 — пенсионерами, 55 были неактивными по другим причинам.

## Достопримечательности
- Приходская церковь Сен-Сатюрнен (XII век)
  - Статуя Св. Антония (XVII век). Высота скульптуры — 190 см. Исторический памятник с 2003 года[3]
- Усадьба Фенетр (XV—XVI века)

## Фотогалерея
- Церковь Сен-Сатюрнен
- Статуя Св. Антония
- Усадьба Фенетр
- Мэрия